# Mendenhall River (Takhini River)
Der Mendenhall River ist ein etwa 95 km langer linker Nebenfluss des Takhini River im kanadischen Yukon-Territorium. 

## Namensgebung
Der Fluss erhielt seinen Namen von E.H. Wells, dem Leiter der Frank Leslie’s Illustrated Newspaper Expedition, die im Sommer 1890 im Südwesten von Yukon stattfand. Namensgeber war Thomas Corwin Mendenhall (1841–1924), Superintendent des US Coast and Geodetic Survey. In der Sprache der Südlichen Tutchone heißt der Fluss Dǘ Chù.

## Flusslauf
Der Mendenhall River entspringt in der Sifton Range, einem kleineren bis zu 2120 m hohen Gebirgsmassiv knapp 70 km westnordwestlich von Whitehorse. Er umfließt das Massiv, anfangs in westsüdwestlicher Richtung, später in südöstlicher Richtung. Der Mendenhall River durchfließt im Anschluss den 8 km langen Taye Lake, verlässt diesen bei Flusskilometer 55 und wendet sich nach Süden. Der Mendenhall River weist zwischen dem Taye Lake und seiner Mündung in den Takhini River ein stark mäandrierendes Verhalten mit zahlreichen engen Flussschlingen auf. Bei Flusskilometer 35 kreuzt der Alaska Highway (Yukon Highway 1) den Fluss. Kurz darauf wendet sich der Mendenhall River nach Osten. Die Kusawa Lake Road überquert den Fluss unmittelbar oberhalb seiner Mündung.